# Gbékoun

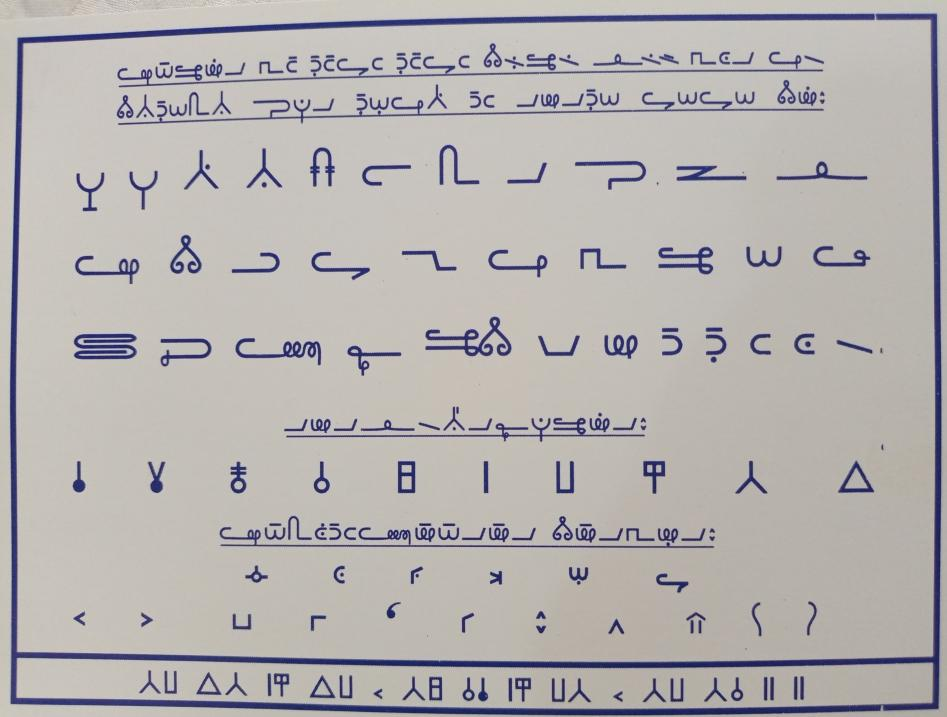
Alphabet Gbékoun

L'écriture Gbékoun a été créée avant 2019 par Togbédji Adigbé de Dangbo, un locuteur du dialecte fon. Elle a été conçue comme une écriture autochtone pour toutes les langues de la République du Bénin et elle a été appliquée au fon, à l'adja, au yoruba, au dendi, au boo, au yom et à l'ayizo. Elle a été utilisée pour l'enseignement des langues maternelles dans les écoles spécialisées. 
L'écriture Gbékoun se compose de 24 lettres consonnes et de 9 lettres voyelles. Il y a des diacritiques toniques, des chiffres décimaux et un certain nombre de signes de ponctuation,,.